# Kapela Podravska
 (octobre 2016).
Kapela Podravska est un village et une municipalité située dans le comitat de Varaždin, en Croatie.
Au recensement de 2001, la municipalité comptait 520 habitants.